# Boys Will Be Boys (chanson de The Ordinary Boys)
Pour les articles homonymes, voir Boys Will Be Boys.
Boys Will Be Boys est un simple du groupe de rock britannique The Ordinary Boys. Sorti en 2015, il a atteint la seizième place du UK Singles Chart.